# Aérodrome du comté d'Antrim
Pour les articles homonymes, voir ACB.
L'Aéroport du comté d'Antrim (en anglais : Antrim County Airport) (code IATA : ACB • code OACI : KACB) est un petit aéroport situé dans la ville de Bellaire, dans le comté d'Antrim qui se trouve dans l'État américain du Michigan. 

## Situation
| \| 50 km1:2 570 000 \| Alpena Antrim Flint Charlevoix Cherry Chippewa Delta Grand · Rapids Kalamazoo/ · Battle Creek MBS Muskegon Oakland Pellston Sawyer Welke Lansing Gogebic · Iron Manistee Détroit |
| 50 km1:2 570 000 |